# Нежилово (община Кратово)
 Тази статия е за кратовското село.  За велешкото вижте Нежилово (община Чашка).  
Нежилово (на македонска литературна норма: Нежилово) е село в североизточната част на Северна Македония, община Кратово.

## География
Селото e разположено източно от общинския център Кратово, високо в Осоговската планина.

## История
В османски данъчни регистри на немюсюлманското население от вилаета Кратова от 1618-1619 година селото е отбелязано под името Нежилова с 6 джизие ханета (домакинства).
В XIX век Нежилово е малко изцяло българско село в Кратовска кааза на Османската империя. Според статистиката на Васил Кънчов („Македония. Етнография и статистика“) от 1900 г. Нежилово има 260 жители, всички българи християни.
В началото на XX век население на селото са под върховенството на Българската екзархия. По данни на секретаря на екзархията Димитър Мишев („La Macédoine et sa Population Chrétienne“) през 1905 година в Нежилово (Nejilovo) има 280 българи екзархисти.
При избухването на Балканската война в 1912 година 12 души от Нежилово са доброволци в Македоно-одринското опълчение.

## Личности
Родени в Нежилово
- Лазар Станишков (1890 – 1923), деец на ВМРО, загинал в сражение със сръбски части на 19 април 1923 година[5] или на 19 април 1925 година[6]
- Николчо Иванов (1897 – 1923), деец на ВМРО, загинал в сражение със сръбски части на 19 април 1923 година[5]
- Лазар (Лазо) Станишков (1890 - 1923), български революционер, деец на ВМОРО, четник на Стоян Леков[7] и на Дончо Ангелов в 1915 година,[8] загинал в сражение в 1923 година[7]
- Петрушев, Алексов, дейци на ВМРО[9]
- Яне Алексов (1887 - след 1943), български революционер, деец на ВМОРО